# Se il sole muore
Se il sole muore è un reportage della giornalista e scrittrice italiana Oriana Fallaci.

## Storia editoriale
Il libro ottenne un ottimo riscontro di vendite, sia per la prosa diretta e appassionante della giornalista toscana che per l'attualità dell'argomento.

## Contenuto
(Oriana Fallaci, dedica di Se il sole muore)
Oriana Fallaci nel 1961 fa un viaggio negli Stati Uniti per visitare le strutture della NASA e intervistare gli astronauti in merito ai programmi spaziali. La protagonista narratrice, durante il suo soggiorno sul suolo americano, subisce una sorta di shock culturale: plastica dappertutto, troppo asfalto, troppo poco verde. Man mano che raccoglie interviste, in lei sorge il timore – espresso con ironia e sfacciata onestà – che si possa formare una nuova razza superiore che spazzi via l'umanità e trasformi l'intera Terra in un gigantesco complesso di uffici di vetro circondati da parcheggi, rozzi centri commerciali e motel economici, mentre i razzi sfrecciano nel cielo.

## Edizioni
- Oriana Fallaci, Se il sole muore, Rizzoli, Milano, 1965, pp. 493.
- Ead., Se il sole muore, Collana Bur documenti, BUR-Rizzoli, I° ed. 1981.
- Ead., Se il sole muore, Collana Bur Oro, BUR, Milano, 2000, ISBN 978-88-17-15444-4.
- Ead., Se il sole muore. Prefazione di Mario Calabresi, Collana Opere di Oriana Fallaci, BUR, Milano, I° ed. novembre 2010, ISBN 978-88-17-04135-5.
- Ead., Se il sole muore, Collana best Bur, BUR, Milano, I° ed. settembre 2014, ISBN 978-88-17-07767-5.